# Сукра

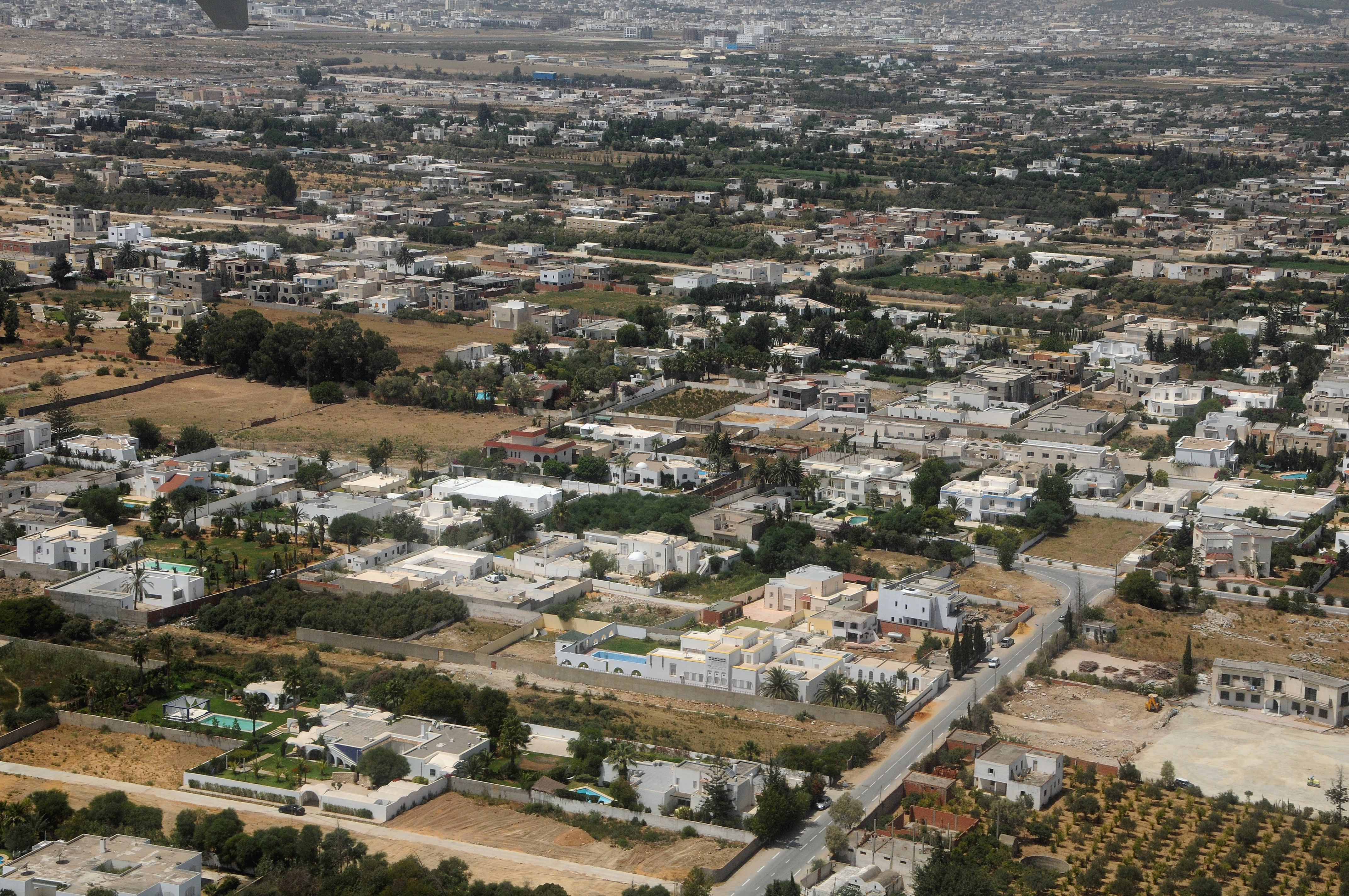
Сукра, вид с высоты птичьего полета

Сукра (араб. سكرة‎; фр. La Soukra) — это город и коммуна в вилайете Арьяна, Тунис. По состоянию на 2004 год общая численность населения составляла 129 693 человека.
Располагается в центре обширной сельскохозяйственной равнины, занятой апельсиновыми садами, от которых сейчас практически ничего не осталось. В 2000 и 2010 годах расширение многих других городов Туниса изменило и внешний вид Сукры.

## Образование
В Сукре располагается Британская международная школа Туниса.